# Chaetonotus dracunculus
Chaetonotus dracunculus is een buikharige uit de familie Chaetonotidae. De wetenschappelijke naam van de soort werd in 1990 voor het eerst geldig gepubliceerd door Balsamo. De soort wordt in het ondergeslacht Zonochaeta geplaatst.